# Apolodoro (pintor)
Apolodoro (em grego:  Ἀπολλόδωρος) foi um pintor ateniense que viveu no fim do século V a.C.Teria sido responsável por introduzir grandes avanços à sua arte, introduzindo as técnicas conhecidas atualmente como skiagraphia e chiaroscuro, tendo introduzido grandes avanços na perspectiva. Essa técnica utilizava hachuras para dar a impressão de sombra, e influenciou artistas contemporâneos e de gerações posteriores. Entre suas obras estão os retratos de Odisseu, de um sacerdote em oração e o de Ájax atingido por um raio.
Muito pouco se sabe sobre a vida desse artista, e suas obras foram completamente perdidas, mas ele foi catalogado por historiadores notáveis como Plutarco e Plínio, o Velho. Foi registrado que ele estava ativo em 480 a.C., no entanto, os anos de seu nascimento e morte não são atestados em nenhum texto ou fragmento de texto que tenha sobrevivido ao tempo.